# I Can Be
«I Can Be» — песня британского певца Тайо Круса, выпущенная в качестве четвёртого сингла с его дебютного альбома Departure, выпущенного в марте 2008 года, а также входит в его второй студийный альбом Rokstarr (2009). Песня достигла 18-й строчки в UK Singles Chart. Вторая сторона сингла «Disco Fever» была написана и записана эксклюзивно для релиза и фигурировала в телевизионной рекламе Britannia High, музыкального сериала ITV1, транслировавшегося в июле 2008 года.

## Информация о песне
Digital Spy поставили песне 3 звезды из 5, заявив, что «электро-биты и струнные семплы песни более тонкие и изящные, чем отрывистые удары Тимбалэнда», а «ультрауверенный и набитый клише текст, хотя и не всем по вкусу, освежающе прост».

## Список композиций
- CD single[1]

1. «I Can Be» (Radio Edit) — 2:52
2. «Disco Fever» — 3:22
3. «I Can Be» (Digital Dog Club Mix) — 6:18
4. «Moving On» (Rokstarr Remix) — 4:15

- Digital download[2]

1. «I Can Be» (Radio Edit) — 2:52
2. «I Can Be» (Edit) (featuring Estelle) — 3:28

- Digital download — EP[3]

1. «I Can Be» (Digital Dog Club Radio Edit) — 3:04
2. «I Can Be» (Digital Dog Urban Remix) — 3:37
3. «I Can Be» (Delinquent Remix) — 5:44

## Чарты
| Чарты (2008)                    | Позиция |
| ------------------------------- | ------- |
| European Hot 100                | 56      |
| Великобритания (OCC UK Singles) | 18      |

|

### Итоговые чарты
| Чарт (2008)                          | Позиция |
| ------------------------------------ | ------- |
| UK Singles (Official Charts Company) | 150     |

|}